# Leucothyreus sulcicollis
Leucothyreus sulcicollis är en skalbaggsart som beskrevs av Ohaus 1931. Leucothyreus sulcicollis ingår i släktet Leucothyreus och familjen Rutelidae. Inga underarter finns listade i Catalogue of Life.